# Stick Man
Stick Man is het vijfde muziekalbum van de Amerikaanse bassist Tony Levin. De muziek lijkt erg op die van King Crimson maar hangt meer naar de instrumentale rock dan naar de progressieve rock.

## Musici
- Tony Levin – basgitaar, Chapman Stick, elektronische cello en soortgelijke instrumenten; zang;
- Pat Mastelotto – slagwerk;
- Scott Schorr – toetsen, slagwerk;
- Chris Albers – gitaar;
- Tim Dow – slagwerk.

## Composities
Alle muziek en teksten zijn geschreven door Tony Levin. 
| 1.                 | Welcome                        | 4:12 |
| 2.                 | Gut String Theory              | 3:27 |
| 3.                 | Speedbump                      | 2:46 |
| 4.                 | Slow Glide                     | 4:00 |
| 5.                 | Shraag                         | 4:25 |
| 6.                 | Not Just Another Pretty Bass   | 3:22 |
| 7.                 | El Mercado                     | 2:27 |
| 8.                 | Orange Alert                   | 2:32 |
| 9.                 | In the Locket                  | 3:58 |
| 10.                | Rising Waters                  | 3:18 |
| 11.                | Metro                          | 4:21 |
| 12.                | Zeros to Disk                  | 2:33 |
| 13.                | Sticky Fingers                 | 3:33 |
| 14.                | Rivers of Light                | 4:24 |
| 15.                | Chop Shop                      | 2:53 |
| 16.                | The Gorgon Sisters Have a Chat | 2:31 |
| 17.                | Dark Blues                     | 3:39 |
| Totale duur: 58:07 |                                |      |